# گاردن پلین (کانزاس)
گاردن پلین (به انگلیسی: Garden Plain) شهری در ایالت کانزاس کشور ایالات متحده آمریکا است که جمعیت آن در سرشماری سال ۲۰۱۰ میلادی، ۸۴۹ نفر بوده‌است.